# Ecliptopera posticata
Ecliptopera posticata là một loài bướm đêm trong họ Geometridae.